# Kamenitza

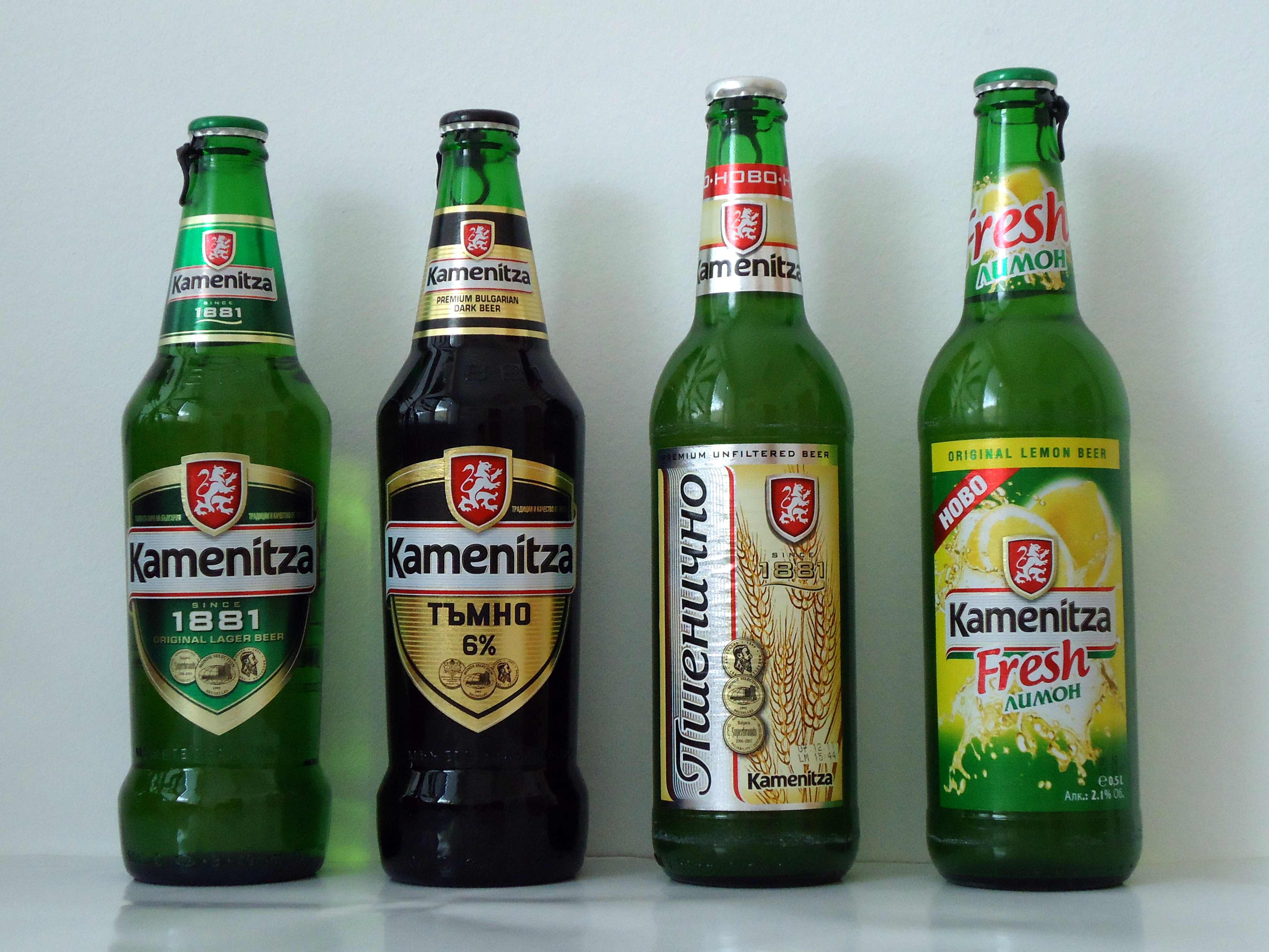
Birre Kamenitza

Kamenitza (in bulgaro Каменица) è una delle più famose aziende produttrici di birra bulgare, la cui sede si trova nella città di Plovdiv. Fondato nel 1881, il birrificio, appartenente a Molson Coors Beverage Company, offre un'ampia varietà di birre lager e scure. Lo slogan dell'azienda è "Muzete znayat zashto”, che significa “Gli uomini sanno perché”.
Nel 2005, secondo i dati della Nielsen Corporation, Kamenitza deteneva il 18% delle quote nel mercato della birra bulgaro. Inoltre, l'azienda è lo sponsor ufficiale della Nazionale di calcio bulgara. 
Attualmente la Kamenitza vende sei diverse varietà di birra: Light (gradazione alcolica 4,4%), Dark (6%), birra analcolica, birra di frumento e Fresh (aromatizzata al limone e all'uva, con gradazione alcolica 2,1%).

## Storia
Nel 1881 tre imprenditori svizzeri fondano un birrificio a Plovdiv, su una collina chiamata Kamenitza, da cui deriva il nome del marchio. A quel tempo, la bevanda più apprezzata dalla maggior parte della popolazione bulgara era la birra lager, ma la Kamenitza decide di sondare nuovi terreni cominciando a produrre la prima birra scura del mercato. 
Nell'ultimo decennio dell'Ottocento l'azienda vince numerosi premi in diverse esposizioni internazionali, tra cui quelle di Bruxelles e Chicago.
Il regime comunista nazionalizza la Kamenitza per la prima volta nel 1947, rendendola parte delle aziende statali delle bevande alcoliche; la seconda nel 1952, rendendola parte del Vinprom. 
Nel 1995, la multinazionale belga InBev acquista i birrifici Kamenitza, Astika e Burgasko Pivo, e nel 1997 anche Plevensko Pivo. Tra il 1997 e il 2005, InBev investe 86,3 milioni in Bulgaria, e nel 2005 la Kamenitza vende 800'000 ettolitri, diventando così la birra locale più venduta.
Nell'ottobre del 2009, il fondo di investimento privato CVC Capital Partners ha acquistato tutte le proprietà della Anheuser–Busch InBev nel centro Europa per 2,23 miliardi di euro, rinominando tutte le attività commerciali StarBev.
Dall'inizio del 2010, le bottiglie di Kamenitza sono chiuse con i tappi ad apertura facilitata (pull-off).